# Majtényi László
Majtényi László (Budapest, 1950. november 30. –) magyar jogtudós, egyetemi tanár, az MTA doktora. Kutatási területe kezdetben a tengerjog volt, később az ombudsmani intézménnyel foglalkozott. 1995 és 2001 között adatvédelmi biztos (ombudsman), 2008–2009-ben az Országos Rádió és Televízió Testület elnöke. A Soros Alapítvány által létrehozott Eötvös Károly Közpolitikai Intézet elnöke.

## Életpályája
1970-ben vették fel az Eötvös Loránd Tudományegyetem Jogtudományi Karára, ahol 1975-ben szerzett jogi diplomát. Kutatási területe a tengerjog, ezen belül a tengeri fuvarjog volt. Később alkotmányjogi kérdésekkel foglalkozott: az ombudsmani intézmények összehasonlító vizsgálatával — aminek kapcsán 1988-ban Norvégiában, 1992-ben pedig Svédországban járt tanulmányúton —, valamint adatvédelemmel és információszabadsággal.
1975-ben diplomázott az ELTE Állam- és Jogtudományi Karon, majd a Maharthoz került, ahol jogtanácsosként dolgozott.
1975 és 1995 között a Világosság című folyóirat jogi és szociológiai rovatának szerkesztője volt.
1980-tól tíz éven át a Budapesti Műszaki Egyetem oktatója volt.
1990-ben az Alkotmánybíróság tudományos munkatársa, később főtanácsosa lett Lábady Tamás alkotmánybíró mellett.
1993-ban megvédte az állam- és jogtudományok kandidátusi értekezését.
1995-ben Göncz Árpád köztársasági elnök adatvédelmi biztosnak jelölte, az Országgyűlés annak megválasztotta. Tisztségét 2001-ig töltötte be, amikor is ügyvédi irodát nyitott.
2003-ban alapító elnöke a Soros Alapítvány által létrehozott Eötvös Károly Közpolitikai Intézetnek (kétéves szünettel azóta is ott dolgozik), és ettől az évtől kezdve 2010-ig a Pécsi Tudományegyetem Állam- és Jogtudományi Karának docense is volt.
2005 és 2008 között az Egyenlő Bánásmód Hatóság tanácsadó testületének tagja volt.
2007-ben Sólyom László köztársasági elnök az állampolgári jogok országgyűlési biztosának jelölte, de a parlamenti pártok nem választották meg.
2008-ban Sólyom László és Gyurcsány Ferenc miniszterelnök közösen jelölte Majtényit az Országos Rádió és Televízió Testület élére, az Országgyűlés erre a tisztségre megválasztotta. Tisztségéről 2009. október 29-én mondott le, a rádiófrekvenciák elosztása elleni tiltakozásul.
2010-ben megvédte akadémiai doktori értekezését és a Miskolci Egyetem jogelméleti és jogszociológiai tanszékén kapott egyetemi tanári kinevezést.
2017 januárjában, Áder János első köztársasági elnöki mandátumának lejártakor baloldali civilek egy csoportja kampányt indított, hogy ő legyen az új államfő. A petícióhoz csatlakozott többek között Ferge Zsuzsa szociológus, Heller Ágnes filozófus, Iványi Gábor lelkész, volt országgyűlési képviselő, Mellár Tamás közgazdász, Sándor Mária ápolónő, Kéri László politológus, Göncz Kinga volt külügyminiszter. A baloldali pártok (MLP, PM, MSZP, DK) néhány nap múlva bejelentették, hogy támogatják a jelöltségét. Gyurcsány Ferenc február 6-án egy rádióinterjúban azt állította, hogy a civilek jelölése csak taktika volt, az ellenzéki pártok már hónapok óta egyeztettek Majtényiről. Néhány héttel ezután kormányhoz közeli körök idegen érdekek kiszolgálójának nevezték, azzal az indokkal, hogy a vezetése alatt álló, a Soros Alapítvány által létrehozott Eötvös Károly Intézet az elmúlt évek alatt százötvenmillió forintos nagyságrendű támogatást kapott a Soros György által alapított Open Society Foundations-től. Kósa Lajos frakcióvezető szerint ez azért aggályos, mert Soros György kijelentette az intézet alapításakor, hogy a célja az intézeten keresztül befolyásolni a magyar közéletet. 2017. március 13-án a parlamenti szavazáson Áder Jánosra 131, Majtényi Lászlóra pedig 39 képviselő szavazott.
2018. március 21-én a nemzetközi antirasszista napon a Magyar Ellenállók és Antifasiszták Szövetsége Radnóti Miklós antirasszista díjat adományozott neki.

## Főbb publikációi
- Tengeri fuvarjog (1986)
- Ombudsman. Az állampolgári jogok biztosa (1992)
- Az elektronikus információszabadság (társszerk., 2005)
- Az olvasó védelmében. Újságombudsmanok a Magyar Hírlapnál (Miklósi Zoltánnal, 2006)
- Az információs szabadságok (2006)
- A kémikus, a pszichiáter, a jogász... és az irodalomtörténet (társszerző, 2007)
- Az elveszett alkotmány (2011 társszerző, szerk: Szabó Máté Dániel)
- Romok ormán. Magyarország legújabb történetei; Magvető, Bp., 2014
- Harcz az alkotmányért (2019, társszerző, szerk. Zsugyó Virággal)

## Díjai
- Justitia Regnorum Fundamentum díj (2008)
- A Magyar Köztársasági Érdemrend középkeresztje a csillaggal (2010)
- Radnóti Miklós antirasszista díj (2018)